# Ernst-Günther Prühs
Ernst-Günther Prühs (* 12. Oktober 1918; † 22. November 2016) war ein deutscher Pädagoge und Kommunalpolitiker (CDU).

## Werdegang
Prühs besuchte die Johann-Heinrich-Voß-Schule, an der er 1937 das Abitur ablegte. Beruflich stand er im Schuldienst, zuletzt im Rang eines Studiendirektors. An seiner ehemaligen Schule unterrichtete er von 1957 bis 1980. Vom 23. April 1974 bis 24. April 1990 war er Kreispräsident des Kreises Ostholstein. Daneben publizierte er zur Geschichte der Stadt Eutin.

## Privates
Ernst-Günther Prühs war vom 12. Januar 1944 bis zum 24. Dezember 2015 mit Herta Johanna Prühs verheiratet. Seine aus Wuppertal stammende Frau lernte Ernst-Günther Prühs als Soldat Ende 1942 bei einem Studienurlaub in Freiburg kennen. Sie war dort als Kriegsverpflichtete in einem Rüstungsbetrieb tätig. Die Hochzeit fand in Eutin statt, die kirchliche Trauung nahm der Eutiner Landesprobst Wilhelm Kieckbusch vor. Frau Prühs starb am 24. Dezember 2015.

## Ehrungen
- 1990: Verdienstkreuz 1. Klasse der Bundesrepublik Deutschland
- Ehrenbürger der Stadt Eutin